# Eulithis spinaciata
Eulithis spinaciata är en fjärilsart som beskrevs av Adrian Hardy Haworth 1809. Eulithis spinaciata ingår i släktet Eulithis och familjen mätare. Inga underarter finns listade i Catalogue of Life.